# Gennaro Fantastico
Gennaro Fantastico (Salice Salentino, 1881 – Salice Salentino, 30 ottobre 1958) è stato un pittore e cantante italiano.

## Biografia
Diplomatosi all'accademia di Belle Arti di Napoli, dapprima seguì la passione per il canto, esibendosi come tenore in diversi teatri italiani: (Parma, Milano, Genova). Terminata l'esperienza di cantante lirico, ritornò a Salice Salentino per dedicarsi completamente alla pittura, sua vera vocazione artistica.
La sua tecnica si rifà prevalentemente al movimento artistico dei macchiaioli, spaziando tuttavia dal neoclassicismo all'impressionismo ispirato ai temi della cultura meridionalista.
Le sue opere sono state esposte in numerose gallerie d'arte e conservate presso musei, collezioni private, chiese di tutta Italia.